# Bachův varhanní podzim
Bachův varhanní podzim je český festival varhanní a komorní hudby. V centru jeho pozornosti stojí Johann Sebastian Bach (1685–1750), jehož tvorba je pilířem repertoáru všech varhaníků.

## Historie

### 2010
Bachův varhanní podzim se uskutečnil poprvé roku 2010 jako soutěžní přehlídka mladých varhaníků z konzervatoří České republiky. Na třech koncertech v bazilice Nanebevzetí P. Marie na Starém Brně vystoupilo 9 mladých interpretů. 

### 2011
Ve stejné formě festival pokračoval i v roce 2011. Soutěže se zúčastnilo 12 studentů českých a moravských konzervatoří, kteří se představili v sále Besedního domu.

### 2012
Od třetího ročníku byl Bachův varhanní podzim pojat jako festival. Jeho koncerty se uskutečnily nejen ve starobrněnské bazilice, ale i v Besedním domě, v chrámu sv. Augustina a v českobratrském evangelickém kostele J. A. Komenského. Dramaturgem akce se stal docent Hudební fakulty JAMU a pedagog Konzervatoře Brno Zdeněk Nováček, který se představil spolu s Filharmonií Brno pod taktovkou Jakuba Kleckera v Koncertě pro varhany a orchestr G. F. Händela a v Concertinu pro varhany, žestě a bicí brněnského skladatele Vladimíra Wernera. Dva koncerty patřily studentům z Brna, Prahy a Bratislavy. Na závěrečném večeru vystoupil německý varhaník Helmut Deutsch, profesor Vysoké hudební školy ve Freiburgu a hostující profesor Royal Academy of Music v Londýně.  

### 2013
V roce 2013 se dramaturgyní Bachova varhanního podzimu stala německá cembalistka Barbara Maria Willi, profesorka Hudební fakulty JAMU. Uskutečnilo se celkem 7 koncertů, 6 z nich představilo varhany nebo královský nástroj v kombinaci se zpěvem nebo nástroji. Představila se nejen Willi, ale i sólistka brněnské opery mezzosopranistka Jana Hrochová Wallingerová, Dětský sbor Brno, ansámbl staré hudby Brno Baroque a mladí brněnští varhaníci. Partnerem jednoho koncertu se stala Akademie věd ČR. Koncerty se konaly se na všech již zmíněných místech, mimořádný večer v Blahoslavově domě pak náležel Slovákovi Mariánu Vargovi a jeho syntetizérům. 

### 2014
Pátý ročník festivalu představil v tom roce dokončené varhany v jezuitském kostele Nanebevzetí Panny Marie, které postavila švýcarská firma Hermanna Matthise a které jsou jedněmi z nejlepších nástrojů u nás vůbec. Dalšími koncertními místy byly českobratrský evangelický chrám J. A. Komenského a kostel sv. Augustina, chrám Povýšení sv. Kříže v Doubravníku u Tišnova, kde se nacházejí historické varhany z roku 1760. V tomto ročníku vystoupili Jan Hora, profesor pražské AMU a konzervatoře, Zdeněk Nováček JAMU a brněnské konzervatoře, Pavel Černý, pedagog AMU a JAMU, německá hráčka Barbara Maria Willi, mladí čeští interpreti a flašinetář Jan Bondra, kvarteto zobcových fléten Flautas de Colores Brno ad. Zahraničními hosty byli Ernst Wally, titulární varhaník dómu sv. Štěpána ve Vídni a dva mladí rakouští interpreti. Celkem 8 koncertů navštívilo více než 2000 posluchačů.

### 2015
Šestý ročník znamenal další rozšíření. Uskutečnilo se 16 koncertů nejen v několika chrámech Brna a v Doubravníku, ale i v katedrále sv. Mikuláše v Českých Budějovicích, v evangelickém kostele U Salvátora v Praze, v bazilice sv. Zdislavy v Jablonné v Podještědí, v klášterním kostele ve Znojmě-Louce a dokonce v klášterním kostele v rakouském Zwettlu. Ze zahraničních varhaníků přijali pozvání Pier Damiano Peretti, profesor vídeňské Universität für Musik und darstellende Kunst, varhaník ve Zwettlu Marco Paolacci, Marek Toporowski, profesor Hudební akademie v Katovicích, dramaturgyně Barbara Maria Willi, z českých interpretů Petr Kolař, pedagog Konzervatoře Brno a dómský varhaník, Zdeněk Nováček z JAMU a brněnské konzervatoře, dětský sbor Kantiléna ad.

### 2016
V roce 2016 festival rozšíří svoji působnost: bude se konat celkem dvacet jedna koncertů v osmi krajích České republiky (Jihomoravský, Vysočina, Jihočeský, Pardubický, Olomoucký, Liberecký, Zlínský kraj, Hlavní město Praha). Vystoupí tito umělci: 
- Renata Bauer
- Petr Kolař
- Martin Jakubíček
- Robert Hugo
- Pavel Kohout
- Martin Schmeding
- Ondřej Horňas
- Brno Baroque Trio
- Marek Paľa a Josef Zimka
- KATT - Kateřina Chroboková
- Vilém Veverka
- Barbara Maria Willi
- Jan Talich
- Peter Frisée
- Petra Kujalová
- Barbora Šancová
- Pretto Fagotto
- Konvička, Urbánek, Korman Trio
- David Postránecký